# 巴州区
巴州区（はしゅう-く）は中華人民共和国四川省巴中市に位置する市轄区。

## 地理
巴州区は四川省北東部、大巴山南麓に位置する。四川省東部における交通の要衝であり、各種物資の集散地として地域経済の中核を担う。

## 歴史
91年（永元3年）、後漢は宕渠県北部に漢昌県を新設した。505年（正始2年）、北魏は漢昌県治に大谷郡を設置、514年（延昌3年）には大谷郡北部に巴州を設置し清末まで沿襲された。
1913年（民国2年）、州制廃止に伴い巴県と改称された。中華民国成立後は達県地区の管轄とされたが、1993年7月5日に巴中地区が新設された際に県級市の巴中市と改編された。2000年12月28日、巴中地区が地級市の巴中市に改編された際、県級市の巴中市は巴州区とされ現在に至る。

## 行政区画
- 街道:東城街道、西城街道、回風街道、江北街道、宕梁街道、玉堂街道
- 鎮:大茅坪鎮、清江鎮、興文鎮、水寧寺鎮、化成鎮、曽口鎮、梁永鎮、三江鎮、鼎山鎮、大羅鎮、棗林鎮、平梁鎮、光輝鎮、寺嶺鎮、梓桐廟鎮、鳳渓鎮
- 郷:花渓郷、大和郷、白廟郷、関渡郷、凌雲郷、金碑郷、羊鳳郷、竜背郷

## 教育

### 大学
- 巴中職業技術学院（中国語版）

## 交通
鉄道
- 中国鉄路総公司
  - 中国鉄路成都局集団公司
    - 広巴線（中国語版）（巴中駅（中国語版））

## 健康・医療・衛生
- 巴州区人民医院